# Забранное
Забранное (укр. Забране) — село на Украине, основано в 1905 году, находится в Малинском районе Житомирской области.
Код КОАТУУ — 1823481407. Население по переписи 2001 года составляет 162 человека. Почтовый индекс — 11600. Телефонный код — 4133. Занимает площадь 1,072 км².

## Адрес местного совета
11654, Житомирская область, Малинский р-н, с. Луки